# Католицька церква у Вірменії
Като́лицька це́рква у Вірме́нії — друга християнська конфесія Вірменії. Складова всесвітньої Католицької церкви, яку очолює на Землі римський папа. Керується конференцією єпископів. Станом на 2004 рік у країні нараховувалося близько 270 000 католиків (8,81% від усього населення). Існувало 2 діоцезій, які об'єднували 48 церковних парафій.  Кількість  священиків — 23 (з них представники секулярного духовенства — 6, члени чернечих організацій — 17), постійних дияконів — 0, монахів — 27, монахинь — 43.